# Орден «Звезда»
Орден «Звезда» — государственная награда Демократической Республики Афганистан.

## История
Орден был учрежден 24 декабря 1980 года.

## Положение
Критерием к награждению было:
- исключительную личную храбрость, мужество и бесстрашие в боевой обстановке;
- отличную организацию и проведение боевых операций, при которых противнику нанесены крупные поражения;
- выдающуюся деятельность по повышению боеспособности вооруженных сил и укреплению обороноспособности ДРА.

## Описание знака
Орден имеет три степени. Награждение орденом производилось последовательно: третьей степенью, второй степенью, первой степенью.
Орден носился на левой стороне груди по старшинству орденов справа налево. При наличии других орденов и медалей орден располагался левее других орденов, но правее медалей.
Орден «Звезда» представляет собой пятиконечную звезду размером между противостоящими вершинами 55 мм. Поверхность лучей звезды слегка выпуклая. На лицевой стороне в средней части звезды расположен круг диаметром 22 мм с рельефным изображением государственного герба ДРА. Знак ордена первой степени позолочен, второй степени посеребрен с позолоченным изображением герба ДРА в центре, третьей степени посеребрен. На оборотной стороне ордена указана степень ордена.
Орден при помощи ушка и кольца соединяется с пятиугольной колодкой, покрытой шелковой муаровой лентой шириной 24 мм. На ленте три продольных равных по ширине полоски чёрного, красного и зелёного цветов. По краям ленты белые полосы шириной 1,5 мм.